# Liste des espèces végétales protégées en Île-de-France
La liste des espèces protégées en Île-de-France est une liste officielle définie par le gouvernement français, recensant les espèces végétales qui sont protégées sur le territoire de la région Île-de-France, en complément de celles qui sont déjà protégées sur le territoire métropolitain. Elle a été publiée dans un arrêté du 11 mars 1991.

## Ptéridophytes
- Asplenium obovatum subsp. billotii (F.W.Schultz) O.Bolòs, Vigo, Massales & Ninot, Doradille de Billot
- Asplenium foreziense Legrand, Doradille du Forez
- Asplenium               septentrionale (L.) Hoffm., Doradille du Nord
- Botrychium lunaria (L.) Sw., Botryche lunaire
- Cystopteris fragilis (L.) Bernh.
- Equisetum hyemale L., Prêle d'hiver
- Equisetum variegatum Schleich., Prêle panachée
- Gymnocarpium dryopteris (L.) Newman, Polypode du chêne
- Gymnocarpium robertianum (Hoffm.) Newman, Polypode du calcaire
- Lycopodium clavatum L., Lycopode en massue
- Oreopteris limbosperma (Bellardi ex All.) Holub, Polystic des montagnes
- Osmunda regalis L., Osmonde royale
- Polystichum aculeatum (L.) Roth, Polystic à frondes munies d'aiguillons
- Thelypteris palustris Schott, Thélyptéride des marais

## Phanérogames angiospermes

### Monocotylédones
- Allium angulosum L., Ail anguleux
- Allium flavum L., Ail jaune
- Anacamptis palustris (Jacq.) R.M.Bateman, Pridgeon & M.W.Chase anciennement Orchis palustris Jacq., Orchis des marais
- Anthericum liliago L., Phalangère à fleurs de lis
- Baldellia ranunculoides (L.) Parl., Flûteau fausse-renoncule
- Calamagrostis canescens (Weber) Roth, Calamagrostis des marais
- Carex curta Gooden., Laîche blanchâtre
- Carex depauperata Curtis ex With., Laîche appauvrie
- Carex diandra Schrank, Laiche arrondie
- Carex elongata L., Laiche allongée
- Carex halleriana Asso, Laiche de Haller
- Carex laevigata Sm., Laiche lisse
- Carex lasiocarpa Ehrh., Laîche filiforme
- Carex liparocarpos Gaudin, Laîche rongée
- Carex mairei Coss. & Germ., Laiche de Maire
- Carex montana L., Laiche des montagnes
- Cephalanthera rubra (L.) Rich., Céphalanthère rouge
- Cyperus longus L., Souchet long
- Dactylorhiza praetermissa var. praetermissa anciennement Dactylorhiza majalis (Reichenb.) P.F. Hunt & Summ. ssp. praetermissa (Druce) D. Moresby, Moore & Soó, Orchis négligé
- Dactylorhiza viridis (L.) R.M.Bateman, Pridgeon & M.W.Chase, anciennement Coeloglossum viride (L.) Hartman, Coeloglosse vert
- Deschampsia setacea (Huds.) Hack., Canche des marais
- Dichanthium ischaemum (L.) Keng, Barbon
- Epipactis viridiflora (Hoffm.) Krock. anciennement Epipactis purpurata Sm., Epipactis pourpre
- Eriophorum angustifolium Honck., Linaigrette à feuilles étroites
- Eriophorum latifolium Hoppe, Linaigrette à feuilles larges
- Eriophorum vaginatum L., Linaigrette vaginée
- Herminium monorchis (L.) R. Br., Orchis musc
- Isolepis fluitans (L.) R.Br. anciennement Scirpus fluitans L., Scirpe flottant
- Juncus capitatus Weigel, Jonc à inflorescence globuleuse
- Juncus pygmaeus Rich. ex Thuill., Jonc nain
- Leersia oryzoides (L.) Swartz, Faux riz
- Luronium natans (L.) Raf., Flûteau nageant
- Luzula sylvatica (Huds.) Gaudin, Luzule des bois
- Melica ciliata L., Mélique ciliée
- Melica nutans L., Mélique penchée
- Micropyrum tenellum (L.) Link, Catapode des graviers
- Ophrys litigiosa E.G.Camus, anciennement Ophrys sphegodes Miller ssp. litigiosa (Camus) Becherer, Ophrys araignée litigieuse
- Poa palustris L., Paturin des marais
- Potamogeton polygonifolius Pourr., Potamot à feuilles de renouée
- Rhynchospora alba (L.) Vahl, Rhynchospore blanc
- Rhynchospora fusca (L.) W.T.Ait., Rhynchospore brun
- Sparganium minimum Wallr., Rubanier nain
- Spiranthes spiralis (L.) Chevall., Spiranthe d'automne
- Stipa pennata L., Stipe pennée
- Stratiotes aloides L., Faux-aloès
- Trichophorum cespitosum (L.) Hartm. anciennement Scirpus cespitosus L., Scirpe cespiteux
- Zannichellia palustris L., Zannichellie des marais

## Dicotylédones
- Aconitum napellus subsp. lusitanicum Rouy anciennement Aconitum napellus (L.) ssp. neomontanum (Wulfen) Gayer, Aconit casque de Jupiter
- Actaea spicata L., Actée en épi
- Alyssum montanum L., Alyssum de montagne
- Amelanchier ovalis Medik., Amélanchier
- Anemone hepatica L. anciennement Hepatica nobilis Miller, Anémone hépatique
- Anemone ranunculoides L., Anémone fausse-renoncule
- Arabidopsis arenosa (L.) Lawalrée anciennement Cardaminopsis arenosa (L.) Hayek, Arabette des sables
- Arenaria grandiflora L., Sabline à grandes fleurs
- Asarum europaeum L., Asaret
- Asperula tinctoria L., Aspérule des teinturiers
- Bidens radiata Thuill., Bident radié
- Buglossoides purpurocaerulea (L.) I.M. Johnst., Grémil bleu-pourpre
- Cardamine impatiens L., Cardamine impatiens
- Carthamus mitissimus L. anciennement Carduncellus mitissimus (L.) DC., Cardoncelle mou
- Carum verticillatum (L.) Koch, Carvi verticillé
- Cervaria rivini Gaertn. anciennement Peucedanum cervaria Lapeyr., Herbe aux cerfs
- Chimaphila umbellata (L.) W. Barton, Pyrole en ombelle
- Chrysosplenium alternifolium L., Dorine à feuilles alternes
- Cistus umbellatus L. anciennement Halimium umbellatum (L.) Spach, Hélianthème en ombelle
- Crassula vaillantii (Willd.) Roth, Crassule de Vaillant
- Cuscuta europaea L., Grande cuscute
- Cytisus decumbens (Durande) Spach., Cytise pédonculé
- Cytisus supinus L. anciennement Chamaecytisus supinus (L.) Link, Cytise couché
- Daphne mezereum L., Bois gentil
- Dianthus deltoides L., Œillet couché
- Draba muralis L., Drave des murailles
- Elatine hexandra (Lapierre) DC., Elatine à six étamines
- Erica ciliaris L., Bruyère ciliée
- Erica scoparia L., Bruyère à balais
- Erica vagans L., Bruyère vagabonde
- Eruca vesicaria (L.) Cav. subsp. sativa (Mill.) Thell., Roquette cultivée
- Euphorbia flavicoma subsp. verrucosa (Fiori) Pignatti anciennement Euphorbia brittingeri Opiz ex Samp., Euphorbe verruqueuse
- Falcaria vulgaris Bernh., Falcaire
- Genista germanica L., Genêt d'Allemagne
- Geum rivale L., Benoîte des ruisseaux
- Helianthemum oelandicum subsp. incanum (Willk.) G.López anciennement Helianthemum canum (L.) Baumg., Hélianthème blanc
- Helleborus viridis L. subsp. occidentalis (Reut.) Schiffn., Hellébore vert
- Helosciadium inundatum (L.) W.D.J.Koch anciennement Apium inundatum (L.) Reichenb. fil., Ache inondée
- Hornungia petraea (L.) Rchb., Hutchinsie
- Hypericum elodes L., Millepertuis des marais
- Hypochoeris maculata L., Porcelle tachée
- Hyssopus officinalis L., Hysope
- Illecebrum verticillatum L., Illécèbre verticillé
- Impatiens noli-tangere L., Balsamine des bois
- Inula britannica L., Inule des fleuves
- Inula hirta L., Inule hérissée
- Isopyrum thalictroides L., Isopyre faux-pygamon
- Jacobaea adonidifolia (Loisel.) Mérat anciennement Senecio adonifolius Loisel., Séneçon à feuilles d'adonis
- Laserpitium latifolium L. var. asperum, Laser blanc
- Lathraea clandestina L., Lathrée clandestine
- Lathraea squamaria L., Lathrée écailleuse
- Lathyrus niger (L.) Bernh., Gesse noire
- Lathyrus palustris L., Gesse des marais
- Linum leonii F.W. Schultz, Lin des Alpes
- Littorella uniflora (L.) Asch., Littorelle
- Lobelia urens L., Lobélie brûlante
- Medicago monspeliaca (L.) Trautv. anciennement Trigonella monspeliaca L., Trigonelle de Montpellier
- Myrica gale L., Piment royal
- Myriophyllum alterniflorum DC., Myriophylle à fleurs alternes
- Parnassia palustris L., Parnassie des marais
- Pedicularis palustris L., Pédiculaire des marais
- Pedicularis sylvatica L., Pédiculaire des bois
- Persicaria bistorta (L.) Samp. anciennement Polygonum bistorta L., Bistorte
- Phelipanche purpurea (Jacq.) Soják, 1972 anciennement Orobanche purpurea Jacq., Orobanche pourprée
- Pinguicula vulgaris L., Grassette commune
- Polycnemum majus A. Braun, Grand polycnème
- Polygala amarella Crantz anciennement Polygala amara L. ssp. amarella (Crantz) Chodat, Polygala amer
- Potentilla montana Brot., Potentille des montagnes
- Potentilla palustris (L.) Scop., Comaret
- Potentilla supina L., Potentille couchée
- Ranunculus gramineus L., Renoncule à feuilles de graminée
- Ranunculus hederaceus L., Renoncule à feuilles de lierre
- Ranunculus ololeucos Lloyd, Renoncule toute blanche
- Ranunculus parviflorus L., Renoncule à petites fleurs
- Ranunculus polyanthemoides Boreau anciennement Ranunculus polyanthemos L. ssp. polyanthemoides (Boreau) Ahlfvengren, Renoncule à segments étroits
- Ranunculus tripartitus DC., Renoncule tripartite
- Rorippa aspera (L.) Maire anciennement Sisymbrella aspera (L.) Spach, Cresson rude
- Rumex scutatus L., Oseille ronde
- Sagina nodosa (L.) Fenzl, Sagine noueuse
- Sagina subulata (Swartz) C. Presl., Sagine subulée
- Salix repens L., Saule rampant
- Sanguisorba officinalis L., Sanguisorbe
- Scabiosa canescens Waldst. & Kit., Scabieuse odorante
- Scorzonera austriaca Willd., Scorsonère d'Autriche
- Sedum hirsutum All., Orpin hérissé
- Sedum sexangulare L., Orpin de Bologne
- Sedum villosum L., Orpin pubescent
- Sison amomum L., Sison
- Sisymbrium supinum L., Sisymbre couché
- Stellaria palustris Retz., Stellaire glauque
- Taraxacum palustre (Lyons) Symons, Pissenlit des marais
- Tephroseris helenitis  (L.) B.Nord. subsp. helenitis anciennement Senecio helenitis (L.) Schinz et Thell., Séneçon à feuilles spatulées
- Thalictrum minus L., Petit pigamon
- Thysselinum palustre (L.) Hoffm. anciennement Peucedanum palustre (L.) Moench, Peucédan des marais
- Trifolium glomeratum L., Trèfle aggloméré
- Trifolium ornithopodioides L., Trèfle pied d'oiseau
- Trifolium rubens L., Trèfle rougeâtre
- Trinia glauca (L.) Dumort., Trinie commune
- Utricularia australis R.Br. anciennement Utricularia neglecta Lehm., Utriculaire citrine
- Utricularia intermedia Hayne, Utriculaire intermédiaire
- Utricularia minor L., Petite utriculaire
- Vaccinium oxycoccos L., Canneberge
- Viola palustris L., Violette des marais
- Viola rupestris F.W. Schmidt, Violette des sables
- Viscaria vulgaris Bernh. anciennement Lychnis viscaria L., Lychnis visqueux
- Wahlenbergia hederacea (L.) Rchb., Wahlenbergie